# Dažbog
Dažbog (tudi Daždbog, Dabog, Dašuba, Dašb) je slovansko sončno božanstvo, ki v ruski tradiciji nastopa kot prednik Rusov.

## Etimologija
Osnova *dag bi lahko bila sorodna z gotskim dags (»dan«), pruskim dagas (»poletje«), litovskim dagas (»žetev«), vse skupaj v zvezi soncem. Po Kulišiću Dabog oziroma Dažbog izhaja iz Dajbog, kar pomeni boga, ki daje (bogastvo) (deus dator). Obstaja tudi razlaga, da dažd pomeni dež, dažbog pa je božanstvo, ki daje dež.

## Osnovne poteze
Dažbog je v Ipatski kroniki iz 13. stoletja predstavljen kot Svarogov sin Helios (»Sonce«). Dažbog je bil konec 10. stoletja eden od državnih božanstev ruskega panteona pod knezom Vladimirjem. Pesnitev o pohodu Igorjevem trdi, da so Rusi Dažbogovi vnuki. Če je Dažbog istoveten s srbskim Dabogom, potem se je to božanstvo med Srbi demoniziralo, kajti med njimi nastopa kot šepavo zemeljsko božanstvo.

## Astronomsko ozadje
Mnenja o tem, ali je Dažbog resnično predstavljal sonce (to zagovarja npr. Pisani, Unbegaun) ali pa je šlo za lunarno bitje (Ovsec), so sicer deljena. Vendar pa natančnejša analiza ne pušča dvoma, da je šlo za sončno božanstvo. Ne samo, da Ipatska kronika iz 13. stoletja izrecno navaja, da je Svaroga na prestolu  nasledil sin Sonce (Helios), ki se imenuje Dažbog; Pridiga Janeza Zlatousta Svarožiča (Dažboga) omenja kot brata »Artemide«, kar pomeni, da je šlo za sončnega boga.